# Pakeha kirki
Pakeha kirki là một loài nhện trong họ Amaurobiidae.
Loài này thuộc chi Pakeha. Pakeha kirki được Henry Roughton Hogg miêu tả năm 1909.